# Europameisterschaften 1909
Als Europameisterschaft 1909 oder EM 1909 bezeichnet man folgende Europameisterschaften, die im Jahr 1909 stattfanden:
- Eiskunstlauf-Europameisterschaft 1909
- Inoffizielle Ringer-Europameisterschaften 1909
- Ruder-Europameisterschaften 1909